# همخوان نوک‌زبانی

تصویر شماتیک زبانی از ۱) همخوان نوک‌زبانی، ۲) نوک‌زبانی بالایی، ۳) تیغه‌زبانی و ۴) نوک‌تیغه‌زبانی بر اساس Dart (1991)، که نواحی تماس زبان با کام (دهان) در حین تولید آوا (به رنگ خاکستری) را نشان می‌دهد.

همخوان نوک‌زبانی (انگلیسی: Apical consonant) نوعی آوا است که با مسدود کردن مسیر هوا به کمک نوک زبان (apex) و در تعامل با اندام‌های تولید آوا در بخش بالایی از لب‌ها تا همخوان پس‌لثوی و احتمالاً پیش‌کام تولید می‌شود. این نوع همخوان با همخوان تیغه‌زبانی متفاوت است که از طریق ایجاد انسداد با تیغه زبان، درست پشت نوک آن، تولید می‌شود. گاهی نوک‌زبانی تنها برای تولید آوایی که فقط نوک زبان را درگیر می‌کند به‌کار می‌رود و نوک‌تیغه‌زبانی برای تولیدی که هر دو بخش نوک و تیغه زبان را درگیر می‌کند. با این حال، این تمایز همیشه مشخص نمی‌شود و نوع دوم نیز گاهی به‌سادگی نوک‌زبانی نامیده می‌شود، به‌ویژه در توصیف تولید نوک‌زبانی دندانی. ازآنجایی که تماس تیغه‌ای نیز در ناحیه لثوی وجود دارد، همخوان‌های نوک‌تیغه‌زبانی دندانی نیز همخوان دندانی‌لثوی نامیده می‌شوند.
این تمایز چندان رایج نیست و معمولاً تنها برای سایشی‌ها و انسایشی‌ها استفاده می‌شود؛ بنابراین، بسیاری از گویش‌های زبان انگلیسی دارای جفت‌های نوک‌زبانی یا تیغه‌زبانی مانند [t]/[d] هستند. با این حال، برخی گویش‌های عربی، از جمله عربی حضرموتی در یمن، [t] را به‌صورت تیغه‌زبانی و [d] را به‌صورت نوک‌زبانی تلفظ می‌کنند.
در زبان باسکی این تمایز برای همخوان‌های لثوی سایشی استفاده می‌شود. چینی ماندارین این تمایز را برای همخوان پس‌لثوی (زنجیره "لثوی‌کامی" و "برگشتی") به‌کار می‌برد. زبان لیلوئت از این ویژگی به‌عنوان یک تمایز ثانویه برای تفاوت‌گذاری بین آواک‌های نرمکامی‌شده و غیرنرمکامی‌شده استفاده می‌کند. تمایز میان نوک‌زبانی و تیغه‌زبانی در زبان‌های بومی استرالیا برای همخوان‌های خیشومی، توقفی و (معمولاً) تقریب‌زن جانبی رایج است.
بیشتر گویش‌های زبان‌های بنگالی–آسامی بین توقف‌های دندانی–تیغه‌ای و توقف‌های نوک‌زبانی لثوی تمایز قائل می‌شوند. در زبان آسامی بالایی، این تمایز از بین رفته و فقط توقف‌های نوک‌زبانی باقی مانده‌اند. در زبان بنگالی غربی، توقف‌های نوک‌زبانی لثوی به توقف‌های نوک‌زبانی پس‌لثوی جایگزین شده‌اند.
در الفبای آوانگاری بین‌المللی، نماد نوک‌زبانی‌ها U+033A ◌̺ combining inverted bridge below (اچ‌تی‌ام‌ال: &#826;) است.